# Демократичний альянс (Португалія, 2024)
Демократичний альянс (порт. Aliança Democrática, AD) — правоцентристський політичний альянс у Португалії.
Альянс, складається з Соціал-демократичної партії (PSD), ЦДС — Народної партії (CDS–PP) і Народної монархічної партії (PPM), є перезапуском однойменного альянсу, який брав участь у виборах в 1979 — 1983 рр..

## Перші спроби
Марселу Ребелу де Соза очолив спробу створити новий Демократичний альянс в 1998 році між PSD і Народною партією (CDS–PP; колишня CDS), на чолі з Паулу Порташом.
Він брав участь у виборах до європейського парламенту 2004 року під назвою Força Portugal, але згодом був розпущений.
Однак і PSD, і CDS–PP згодом погодилися взяти участь у європейського парламенту 2014 за спільним списком під назвою Португальський альянс.
На парламентських виборах 2015 року PSD і CDS-PP балотувалися разом у коаліції під назвою «Португалія вперед».

## 2024 Демократичний Альянс
Після парламентських виборів 2022 року вперше в історії CDS–PP не змогла здобути жодного місця та була виключена з парламенту.
У грудні 2023 року Луїш Монтенегру та Нуну Мелу оголосили про створення коаліції на виборах до законодавчих органів і до Європейського парламенту 2024 року, до складу якої входять Соціал-демократична партія (PPD/PSD), CDS — Народна партія (CDS–PP) і деякі незалежні політики під назвою Демократична Альянс (AD).

Спочатку Народна монархічна партія (НМП) відмовилася приєднатися до альянсу, посилаючись на «слабкість» і «відсутність бачення» її лідерів
,
але пізніше вони відмовилися від цієї позиції та приєдналися до коаліції.

Угоду про створення коаліції було підписано 7 січня 2024 року між Луїшом Монтенегру, Нуну Мелу та Гонсалу да Камара Перейра, при цьому Мігель Гімарайнш представляє незалежних депутатів, які також присутні в коаліції.
.